# Рейчел Таксерман-Крозер
Рейчел Таксерман-Крозер (31 грудня 1921 року — 28 вересня 1987 року) — фізик-теоретик і професор реології. Таксерман-Крозер працювала над різноманітними аспектами теоретичної фізики, починаючи від теорії відносності і закінчуючи дослідженнями полімерів. Її наукова робота включає внесок у поведінку полімерів і розчинів полімерів у полях швидкостей, проблеми феноменологічної реології та молекулярно-статистичну теорію полімерних мереж.

## Біографія
Рахіль (Рая) Таксерман-Крозер народилася 31 грудня 1921 року в Гайсині, УРСР в єврейській родині. Переїхавши до Одеси, Таксерман-Крозер закінчила шкільну освіту і була прийнята на фізичний факультет Одеського університету. Під час Другої світової війни вона пішла добровольцем медсестрою та продовжила вивчати фізику в університеті Ташкенту, в Узбекистані, де здобула ступінь магістра теоретичної фізики в 1945 році. Вона вийшла заміж за Шимона (Симона) Крозера, який вивчав експериментальну фізику в Ташкентському університеті, а згодом став професором експериментальної фізики полімерів. У 1948 році вона розпочала докторантуру з теорії відносності в Інституті теоретичної фізики Ленінградського університету.
У 1953 році працювала професором з інновацій для сталого розвитку в Університеті Нідерландів. У 1958 році вивчала електротехніку на факультеті фізики у Франкфуртському університеті, Німеччина.
У 1959 році вона відновила аспірантуру в лабораторії фізики полімерів Інституту промислової хімії. Здобула ступінь доктора філософії (Варшава, 1962 р.). У 1967 і 1968 роках вона працювала в Інституті фундаментальних технологічних досліджень Польської академії наук, Варшава, над питаннями гідродинаміки та реології полімерних розчинів і суспензій, та проблем, пов'язаних з теорією обробки полімерів.
У серпні 1968 року вона отримала посаду професора на кафедрі механіки в Ізраїльському технологічному інституті, де працювала над дисциплінами Мікрореологія та Нелінійна реологія.
У 1972 році вона продовжила свої дослідження в Університеті Карлсруе і в Університеті Штутгарта. Вона померла в Трірі Німеччина, після трьох років боротьби з раком легенів, 28 вересня 1987 року. Згідно з її останнім бажанням, її поховали в Амстердамі, Нідерланди.

## Наукова діяльність
Основний внесок Таксмеран-Крозер в галузі фізики та реології полімерів. Разом із Маркусом Райнером вона зробила значний внесок у галузь реології та поведінку полімерних розчинів і мереж. Її дослідницька робота була опублікована переважно в журналах.
Таксерман-Крозер створила динамічну теорію макромолекулярних (постійних) мереж в Інституті теоретичної та прикладної фізики Штутгартського університету. Було розглянуто підхід самоузгодженого поля як метод врахування сил багатьох тіл, таких як гідродинамічна взаємодія Осіна. Потім вона разом з Еккехартом Кронером розробила термодинаміку, а також молекулярно-статистичну теорію так званих тимчасових полімерних мереж. Досліджуваними властивостями були, зокрема, потік неньютонівської рідини для потоку зсуву та максимальне перевищення напруги після різкого початку потоку.

## Відзнаки
У 1963 році Таксерман-Крозер отримала наукову премію Польського хімічного товариства. Вона внесена до списку «Хто є хто в Ізраїлі» 1972 року та до Міжнародного реєстру профілів Міжнародного біографічного центру.